# Léonard Mulamba

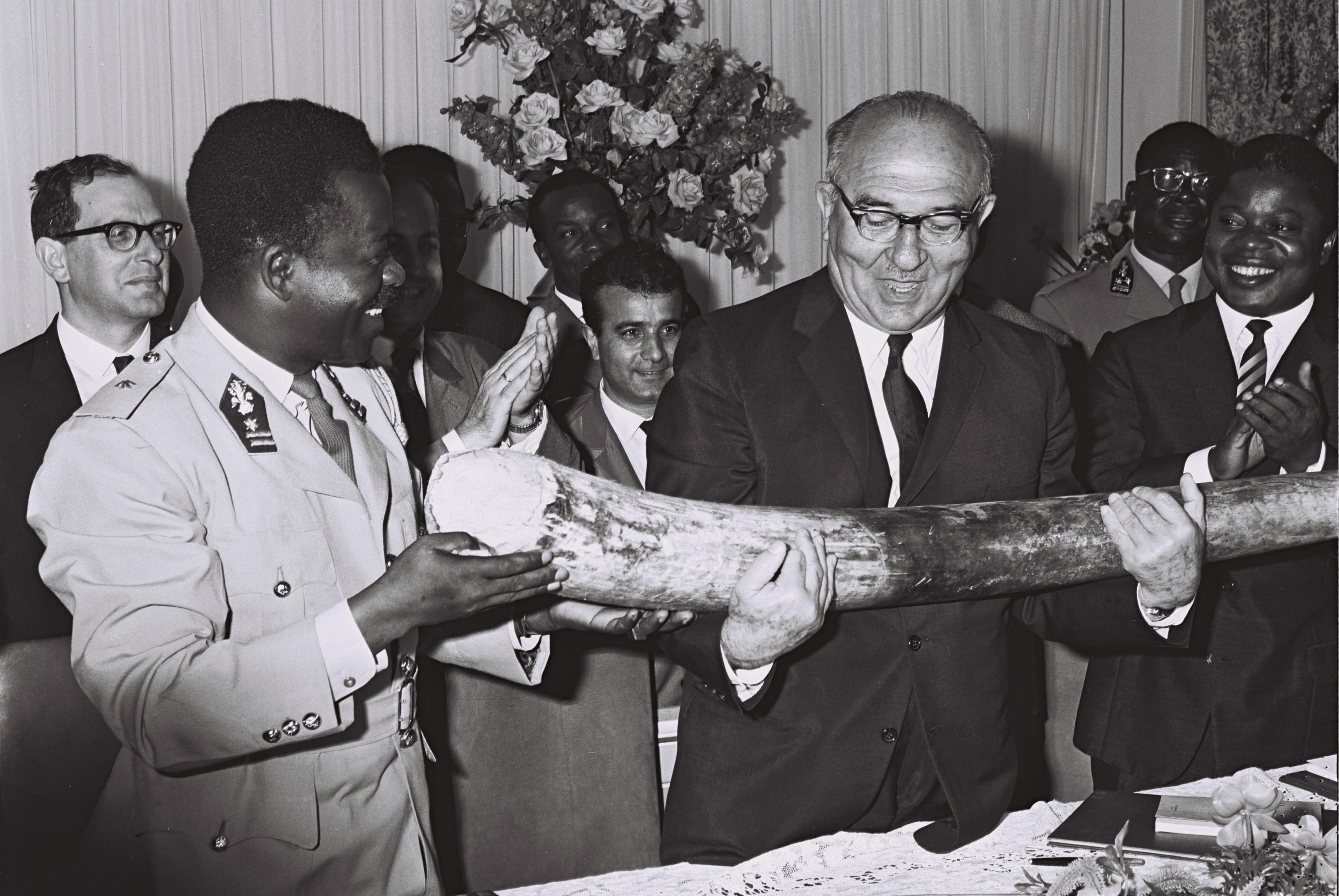
Mulamba bei der Übergabe eines Stoßzahns an Levi Eschkol (1966)

Léonard Mulamba (* 1928 in Luluabourg; † 12. August 1986) war von 1965 bis 1966 Premierminister der Demokratischen Republik Kongo.

## Politische Laufbahn
1964 war Mulamba Kommandeur der Garnison Stanleyville. In Bukavu war er an den Kämpfen gegen Rebellengruppen beteiligt. Von Beobachtern wurde er als einer der wenigen kompetenten Offiziere der kongolesischen Armee beschrieben.
Am 28. November 1965, wenige Tage nach dem Putsch von Joseph-Désiré Mobutu gegen den bisherigen Präsidenten Joseph Kasavubu, bildete Oberst (später General) Mulamba die erste Regierung der Mobutu-Ära. Seiner Regierung gehörte als Innenminister Étienne Tshisekedi an, der später selbst Premierminister wurde. Nach Mulambas Entlassung am 26. Oktober 1966 übernahm Mobutu selbst das Amt des Regierungschefs. Mulamba erhielt den Posten des Botschafters in Indien (1967–1969); später vertrat er sein Land noch in Japan (1969–1976), Südkorea (1971–1976) und Brasilien (1976–1979). Ein Premierminister wurde erst im Juli 1977 wieder berufen, als der Staat bereits Zaire hieß.